# BH Air
Balkan Holidays Airlines (en búlgaro: Балкан Холидейс), también llamada BH Air, es una aerolínea chárter búlgara con base en la ciudad de Varna. Es una filial del operador turístico Balkan Holidays International, y como tal ofrece vuelos chárter a Inglaterra, Alemania, Israel, Suiza y Escandinava. La base principal de la aerolínea es el aeropuerto de Varna, y también opera vuelos desde el aeropuerto de Sofía, el aeropuerto de Plovdiv y el aeropuerto de Burgas.

## Historia

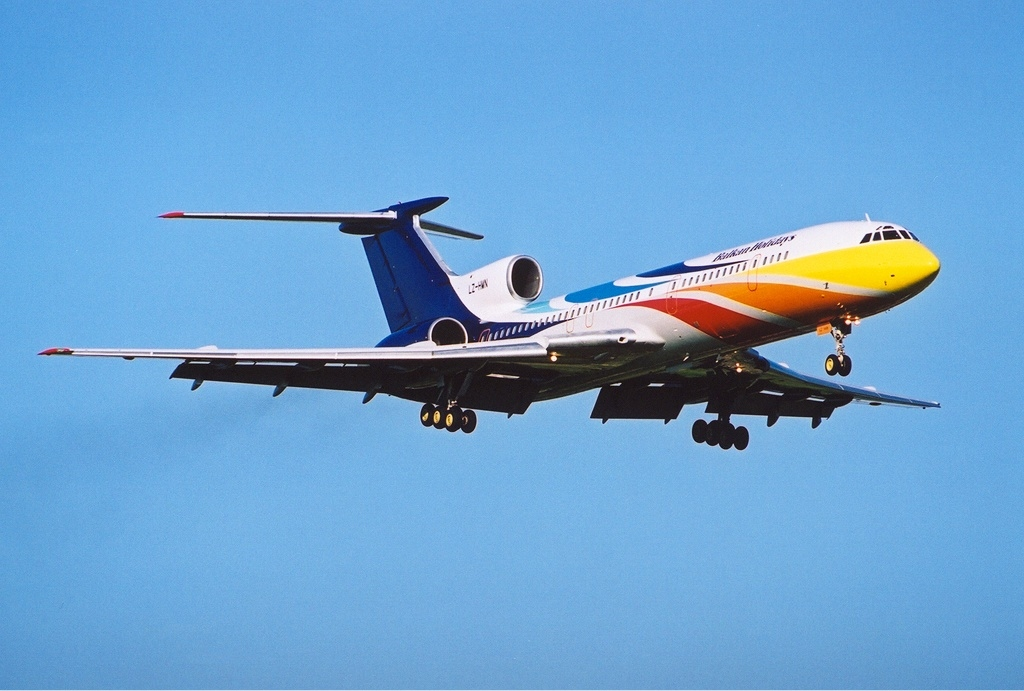
Tupolev Tu-154M en 2002

La aerolínea fue fundada en 2001 y comenzó sus operaciones al año siguiente con vuelos entre Sofía y Londres, los cuales satisfacían la demanda creada por la matriz Balkan Holidays International. La aerolínea inicio operaciones con un único Tupolev Tu-154M, unos meses más tarde el número de aviones aumentó a 4, cuando la compañía compró 3 Tu-154 a Balkan Bulgarian Airlines. Con esto, BH Air se convirtió en una de las aerolíneas más fuertes en el mercado chárter búlgaro.
En 2003 empezó a operar el primer Airbus A320 de la aerolínea. Dos meses más tarde se arrendarían tres Airbus más, aumentando la flota a 8 aeronaves, 4 Tupolev Tu-154M y 4 Airbus A320. En 2004 la aerolínea empezó a realizar vuelos para algunas de las más importantes operadoras turísticas de Europa, como TUI Travel y Kunoi Travel. Ese año la aerolínea transportó a más de 400.000 pasajeros. 
En 2005 BH Air firmó un contrato con Virgin Group para el arrendamiento de dos Airbus A320 para la recién fundada Virgin Nigeria. En ese momento la aerolínea también operaba vuelos para Air Arabia y Pacific Airlines. 
En 2006 la aerolínea retiró finalmente los Tupolev Tu-154M del servicio, a la vez que ordenaba 2 Airbus A319 que serían entregados en 2009.
Tras la asistencia dada a Virgin Group, BH Air adquirió experiencia, por lo que se unió al proyecto de Mihin Lanka, una nueva aerolínea en Sri Lanka. 
Actualmente, Balkan Holidays Airlines tiene 7 aviones, de los cuales uno está arrendado a Eritrean Airlines y otro al 28º Destacamento de la Fuerza Aérea Búlgara.

## Flota

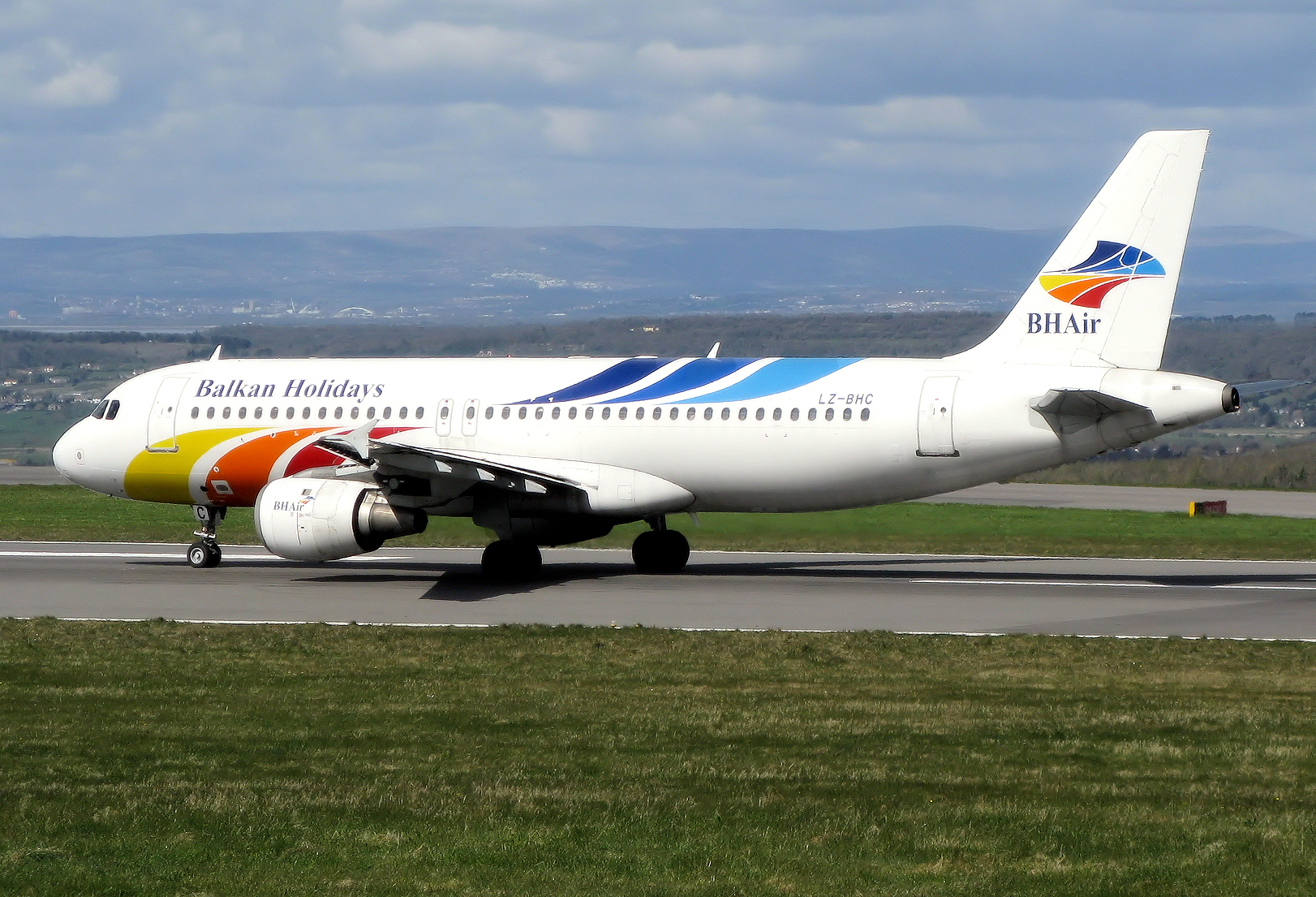
Airbus A320, la aeronave más moderna de la flota

La flota de la aerolínea posee a abril de 2021 una edad media de 14.8 años.